# Slikarke kroz istoriju
Slikarke kroz istoriju od svog postanka do današnjih dana prošle su dug put na kome su morale da se bore ne samo za pravo glas već i za pravo na likovno izražavanje. U takvim uslovima na svaki pokušaj likovnog izražvanja žena kroz istoriju se često provlače razna pitanja o tome kako žena koja se bavi umetnošću može biti i uspešna majka ako je poslovna žena.

## Preduslovi
Borbu žena za „pravo glasa“ možemo pratiti od postanka sveta i kroz mnogo vekova potom sve do danas. Razlog zašto ima tako malo žena slikarki kroz istoriju umetnosti nije zbog nedostatka talenta za umetnost, ni  u tome što su žene namerno zapostavljane u istoriji umetnosti, već u tome što su im nakon njihovog postanka kroz istoriju davane drugačije uloge, kojima nije stimulisano njihovo likovno obrazovanje niti bavljenje umetnošću.
Živeći u takvim uslovima žene koje su se bavile umetnošću često su svoja dela ostavljala nepotpisana, jer je školovanje žena bilo dugo vremena zabranjeno.
Osim slikarstvom žene su se bavile i izradom upotrebnih predmeta od kojih je vrlo mali broj sačuvan, a retko i u dobrom stanju. 

## Praistorija
U praistoriji evolucijsko prilagođavanje trebalo je da osigura opstanak vrste, dok je majčinska briga stvorila u mozgu žene i želju za razvijanje društvenih i komunikacijskih veština. U to vreme žene su se uglavnom bavile većinom poslova koji su bili vezani oko brige za decu i porodicu, a manje zadovoljavanjem kulturoloških potreba. Međutim odgajanje dece i komunikacija s drugim majkama povećala je njen kvocijent inteligencije.  Tako su nastale neke od zidnih slika u mnogim pećinama koje su zasigurno imale svoju funkciju u magičnim ritualima pećinskog čoveka, međutim, nije nam poznata njihova stvarna priroda. Na primer, u jednoj pećinskoj slici u Laskou, predstavljen je jedan čovek među životinjama pored više tamnih tačkica, što je u neku ruku dokaz postojanja duhovne svesti i sposobnosti da se ona izrazi putem slika, znakova i simbola. Kako su ove slike realizovane raznim pigmentima koji su dobijani iz prašine različitih zemljanih minerala i mešani sa životinjskom mašću, bjelancetom jajetom, ekstraktima iz biljki i čak i sa krvlju, može se zakqučiti da su u procesu stvaranja tih slika podjednako učestvovali i muškarci i žene.

## Stari vek
Stari vek je razdoblje kada je žena imala status božanstva, jer joj je podarena najvažnija moć na svetu, a to je rađanje novoga života. Statue Venere samo su dokaz navedene tvrdnje da se žena u starom veku dosta veličala.
U onom trenutku kada je otkriveno da je glavna uloga žene razmnožavanje, žena gubi sve društvene uloge osim rađanja dece.
Status žena u staroj Grčkoj kulturi bio je malo bolji nego status robova. Međutim, ni u razdoblju starog Rima situacija nije bila bolja. Bez obzira na životnu dob žene su se smatrale pravno i poslovno nesposobnima i svrstavale su se u kategoriju s robovima, strancima, maloumnicima i senilnim osobama. Zbog takvog odnosa prema ženama iz razdoblja antike istoričarima umetnosti nije poznata ni jedna žena koja je ostvarila veliki uspeh svojim umetnčkim radom. Uloga žene se u tom razdoblju ostvarivala eventualno samo kroz ulogu vladarice, poput Kleopatre ili poput vizantske carice Teodore.

## Srednji vek
U ranom srednjem veku katolička Crkva je imala veliku ulogu u životu ljudi, kao i većina monoteističkih religija i zagovarala je ćutanje žena i pokornost muškarcu, tako da je ženi  oduzeto čak i pravo izbora muža.
Tek u razdoblju poznog srednjeg veka žene su počele da rade u umetničkim radionicama. Međutim dela koja su izlazila iz tih radionica uvek su bila potpisivana imenom glavnog majstora radionice, a to su po pravilu uvek bili muškarci. 

## Novi vek
Novi vek koji je, po istoriografskoj kategorizaciji, period od Pada Carigrada (1453) do kraja Prvog svetskog rata (1918).
Činjenica je da su žene umetnice u razdoblju od nekoliko stotina godina novog veka u renesansi i baroku bile izuzete jer je struka umetnosti kroz istoriju važnost pridavala velikoj produkciji, velikim dimenzijama i monumentalnoj koncepciji više nego selektivnim i intimističkim radovima. U raznim vremenima novog veka žena se mogla baviti jedino vrstom neke primijenjene umetnosti, i zato nema dovoljno sačuvanih dela koja bi svedočila o njihovom radu
Pri kraju renesanse žene su se počele sve češće potpisivati svoja dela, ali samo prezimenima koje su preuzele od supruga, te je teško pratiti njihov umetnički razvoj. Takođe u 18. i 19. veku na delima mnogih žena potpisi su promenjeni iz ženskih u muške, jer ih je tako bilo lakše prodati.
Uloga žene u umetnosti 19. veka bitno se menja. Žene se počinju školovati, a njihovi radovi bivaju priznati.  Navodimo primer Elizabet Viže-Lebran (Louise Élisabeth Vigée Le Brun (1755–1842)  jedne od retkih  žena koja je s kraja 18. veka iako u potpunosti samouka, postala priznata slikarka uprkos velikim preprekama (na koje je nailazila kao i svaka žena u Parizu u 18. veku) i bila aktivna tokom najburnijeg perioda evropske istorije. U tome joj je mnogo pomogla Marije Antoanete, koja joj je omogućila prijem u Francusku Akademiju sa 28 godina (kao jedna od samo četiri žene na studijama), uvidevši da Vigée Le Brun posebno hvale zbog njenih saosećajnih portreta aristokratkinja, koji su smatrani prirodnijim od portreta njenih savremenika.
Žene se ostvaruju kao umetnice, a svojim radom sve više doprinose razvoju slikarstva na globalnom nivou jer njihova dela svedoče tome kako su i vredne spomena.
I dok su sikarice rođene u 19. veku često bile iz porodica višeg staleža, školovane u privatnim školama ili na prestižnim akademijama u  Beču ili Minhenu, Parizu,  žene koje su imale sklonosti prema likovno-umetničkom izrazu u tom istom 19. veku, zbog nešto drugaćijih uslova u kulturi,  nailazile su na  brojne prepreke. Prepreke  su proizilazile i iz patrijarharnih uslova i zakona koji su znatno ograničavali mogućnosti njihova obrazovanja, odlučivanja, javnog nastupa i angažmana. Upravo je ta istorijska asimetrija, odnosno društvena, ekonomska i subjektivna razlika između žena i muškarca određivala da li će, šta i kako žene slikati.
Promene nabolje kreću osnivanjem ženskih udruženja, zbog sve većeg pridavanja pažnje likovnoj kulturi među ženama u 19. veku. Osnivanje ekonomskih i kulturnih društava, udruženja i umetničkih ateljea, rezultovalo je i stipendijama za školovanja žena budužih umetnica u velikim evropskim centrima. Ta školovanja obležila su ono što je kasnije nazvano „prvim likovnim preokretom među ženama”.
Na dalji razvoj slikarstva među ženama uticala je i činjenica da su regionalne granice na globalnom nivou sve manje pružale otpora naletima novih generacija žena odgajanih u drugačijim (različitim) uslovima.  U toj različitosti pojedinih sredina i uticaja zapravo i leži posebna draž i zanimljivost ženskog slikarstva 19. veka.
Kako je u srednjoj Evropi  u 19. veku umetnost bila ključno mesto za izražavanje nacionalnih osećanja,  umetnici su sve više postajali glavni “borci” za oblikovanje nacionalnoga identiteta. Bilo je potrebno izgraditi stabilne nacionalne kulture kakve su na zapadu kontinenta već postojale. Tako se skraja 19. veka  problem umetnosti s nacionalnim obeležjima pojavio na celom srednjoevropskom području i postao novi  potencijal  za veliku kulturnu i nacionalnu obnovu i preporod ne samo naroda već i njihovih žena.

## Savremeno doba
Feminizam
Kao reakcija na način kako su žene bile tretirane, u drugoj polovini 20. veka  razvila se feministićka umetnost, kao jedan od   oblik ženske propagande.  I dok ženska umetnost obuhvata umetnost čije su kreatorice žene, feminističku umetnost čini metoda umetničkog aktivizma koji sam problem pretvara u temu i delo. To je zapravo oblik političkog delovanja koji uvek pokušava pronaći svoje mesto za uspostavljanje dijaloga unutar društvenih struktura. U tom smislu kroz slikarstvo je deo predstavnica nastojao feminizam predstaviti kao oblik feminističke borbe. 
Feministički radovi su uvek bili intrigantni, skloni politici, u kojima su umetnice realnost izlagale podsmehu ne bi li ukazale na rodnu isključivost i opšti stav. Nastojeći da ukažu na neke probleme unutar patrijarhalnog generalizovanja  moći, počev od osamdesetih godina  20. veka, do danas na njima su svoja imena izgradile umetnice poput Cindy Sherman  i Guerilla Girls.
Postfeministički period
Od zadnjeg talasa feminizma koji se odvijao 1970-ih i 1980-ih godina žene su napredovale u društvu i popele se dosta visoko na društvenoj lestviici. Time je umetnost među ženama, u stvaralačkom istraživačkom i naučnom pogledu, sve više nadvladavala do tada slabu dostupnost i slabu prezentaciju umetničkih radova žena slikarki.

## Napomene
1. ↑  Mnogi danas slikarku Elizabet Viže-Lebran , smatraju najznačajnijim portretistom 18. veka, a po mišljenju mnogih umetnika i najboljim portretistom u istoriji slikarstva.[8][9]

## Literatura
- Gamulin, G.(1987), Hrvatsko slikarstvo XX. stoljeća, Zagreb: Naprijed., str. 327.
- Prijatelj, K. (1964), Klasicistički slikari Dalmacije. (Petar Katušić.-Rafo Martini.-Carmelo Reggio.), u: Studentski časopis Odraz, Katolički bogoslovni fakultet Sveučilišta u Splitu, str. 95